# Dawon Kahng
Dawon Kahng (4 de maig de 1931 - 13 de maig de 1992) va ser un enginyer elèctric i inventor coreà-americà, conegut pel seu treball en electrònica d'estat sòlid. El 1959, va inventar juntament amb Mohamed Atalla el MOSFET (transistor d'efecte de camp de metall-òxid-semiconductor) també conegut com a "transistor MOS". Atalla i Kahng van desenvolupar processos per a la fabricació del dispositiu semiconductor MOSFET tant en tecnologia PMOS com NMOS. El MOSFET és el tipus de transistor més utilitzat avui dia i l'element bàsic en la majoria d'equips electrònics moderns.
Atalla i Kahng van proposar més tard el concepte del circuit integrat MOS, i a principis dels anys 60, van fer un treball pioner en els díodes Schottky i els transistors a base de mano-layers (nano-capes). El 1967 Kahng va inventar juntament amb Simon Sze, el "MOSFET de porta flotant" (floting gate MOSFET) . Kahng i Sze van proposar que el FGMOS es pogués utilitzar com a cèl·lules de memòria flotant en el tipus de memòria no volàtil (NVM) i la memòria de només lectura (ROM) reprogramable, que es va convertir en la base de les EPROM (ROM programable esborrable), les EEPROM (ROM programable esborrable elèctricament) i les tecnologies de memòria flash. Kahng va entrar a la National Inventors Hall of Fame el 2009.

## Biografia
Dawon Kahng va néixer el 4 de maig de 1931 a Seül, Corea. Va estudiar física a la Universitat Nacional de Seül a Corea del Sud i va emigrar als Estats Units el 1955 per assistir a la Universitat Estatal d'Ohio, on es va doctorar en física. Va ser investigador als Laboratoris Bell Telephone de Murray Hill, Nova Jersey i, amb Mohamed Atalla el 1959, va inventar el MOSFET (transistor d'efecte de camp de metall-òxid-semiconductor), que és l'element bàsic de la majoria dels equips electrònics actuals. Van fabricar dispositius tant PMOS com NMOS amb un procés de 20 µm. No obstant això, Bell Labs va ignorar inicialment la tecnologia MOS, ja que la companyia no estava interessada en els circuits integrats en aquell moment.

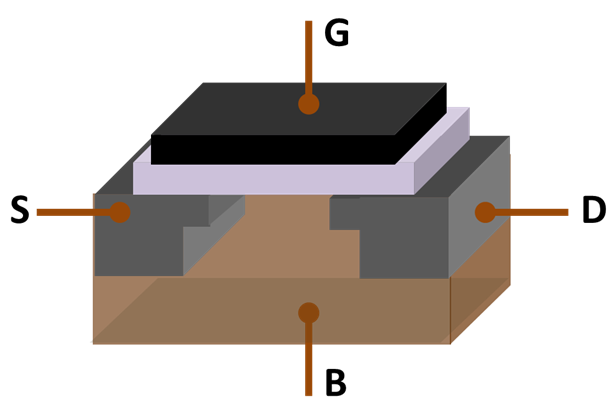
El MOSFET va ser inventat per Kahng amb el seu col·laborador Mohamed Atalla als Bell Labs el 1959.

Tot allargant el seu treball en la tecnologia MOS, Atalla i Kahng van fer a continuació un treball pioner en dispositius "hot carrier", procès en el que van utilitzar el que després s'anomenaria barrera de Schottky. El díode Schottky, també conegut com a diode de Barrera-Schottky-, va ser teoritzat durant anys, però es va realitzar per primera vegada com a resultat del treball d'Atalla i Kahng durant els anys 1960 – 1961. Van publicar els seus resultats el 1962 i van anomenar al seu dispositiu "hot electron" triode structure with semiconductor-metal emitter" (estructura de tríode "electrons calents" amb emissor de metall-semiconductor). Posteriorment van realitzar més recerques sobre díodes Schottky d'alta freqüència; així el díode Schottky va assumir un paper destacat en les aplicacions de mescladors d'alta freqüència .
El 1962, Atalla i Kahng van proposar i demostrar un transistor primitiu amb -base de metall "nano-layer" (nano-capa). Aquest dispositiu té una capa metàl·lica amb gruix nanomètric entre dues capes semiconductores, formant el metall, la base, i el component semiconductor formant l'emissor i el col·lector. Amb la seva baixa resistència i curts temps de trànsit a la fina base "nano-layer" metàl·lica, el dispositiu era capaç d'una alta freqüència de funcionament en comparació amb els transistors bipolars. El seu treball pioner va consistir en dipositar capes metàl·liques (la base) damunt dels substrats semiconductors d'un sol cristall (el col·lector), amb l'emissor una peça de semiconductor cristal·lí a la part superior o una cantonada contundent pressionada fortament contra la capa metàl·lica (el punt de contacte). Van dipositar pel·lícules primes d'or (Au) amb un gruix de 10 nm sobre germani de tipus N (n-Ge), mentre que el punt de contacte era de silici de tipus N (n-Si).
Juntament amb el seu col·lega Simon Sze, va inventar el MOSFET "floating-gate" (portes flotants), que van presentar per primera vegada el 1967, inventant també la cel·la de memòria flotant, la base per a moltes formes de dispositius de memòria de semiconductors . Kahng i Sze van proposar que la porta flotant d'un dispositiu semiconductor MOS (FGMOS) es pogués utilitzar per a la cel·la d'una ROM reprogramable, que es va convertir en la base de les EPROM (ROM programable esborrable),les EEPROM (ROM programable esborrable elèctricament) i les tecnologies de memòria flash. També va realitzar investigacions sobre semiconductors ferro-elèctrics i materials lluminosos, i va fer importants contribucions al camp de l'electroluminescència.
Després de retirar-se dels laboratoris Bell, es va convertir en el president fundador del NEC Research Institute de Nova Jersey. Va ser membre de l'IEEE i dels laboratoris Bell. També va obtenir la medalla Stuart Ballantine de l' Institut Franklin i del premi Distinguished Alumnus of Ohio State University College of Engineering. Va morir per complicacions arran d'una cirurgia d'emergència per un aneurisma aòrtic el 1992.

## Premis i honors
Kahng i Mohamed Atalla van ser guardonats amb la Medalla Stuart Ballantine als Premis Franklin Institute de 1975, per la seva invenció del MOSFET. El 2009, Kahng va ser traslladat a la Sala de la fama nacional d'inventors. El 2014, la invenció del MOSFET del 1959, es va incloure a la llista de les fites IEEE en electrònica.
Malgrat que el MOSFET va permetre avenços guanyadors del Premi Nobel, com ara l'efecte Hall quàntic i el dispositiu de càrrega acoblada (CCD), mai no es va atorgar cap premi Nobel per la invenció del MOSFET. No obstant això, el 2018, la Reial Acadèmia Sueca de Ciències que concedeix els premis Nobel de ciència va reconèixer que la invenció del MOSFET feta per Atalla i Kahng va ser un dels invents més importants fets mai en microelectrònica i en tecnologia de la informació i les comunicacions (TIC).